# (10118) Jiwu
(10118) Jiwu est un astéroïde de la ceinture principale découvert en 1992.

## Description
(10118) Jiwu a été découvert le 19 octobre 1992 à Kushiro (Japon) par Seiji Ueda et Hiroshi Kaneda.

### Caractéristiques orbitales
L'orbite de cet astéroïde est caractérisée par un demi-grand axe de 2,80 ua, un périhélie de 2,35 ua, une excentricité de 0,16 et une inclinaison de 8,05° par rapport à l'écliptique. Du fait de ces caractéristiques, à savoir un demi-grand axe compris entre 2 et 3,2 ua et un périhélie supérieur à 1,666 ua, il est classé, selon la JPL Small-Body Database, comme objet de la ceinture principale.

### Caractéristiques physiques
(10118) Jiwu a une magnitude absolue (H) de 12,9 et un albédo estimé à 0,194.